# 三条石街道
三条石街道，是中华人民共和国天津市红桥区下辖的一个乡镇级行政单位。

## 行政区划
三条石街道下辖以下地区：
大丰东社区、御河湾社区、北开花园社区、千吉花园社区、尚都家园社区、金领国际社区、大胡同社区和海河华鼎社区。